# クーツ・リンジー

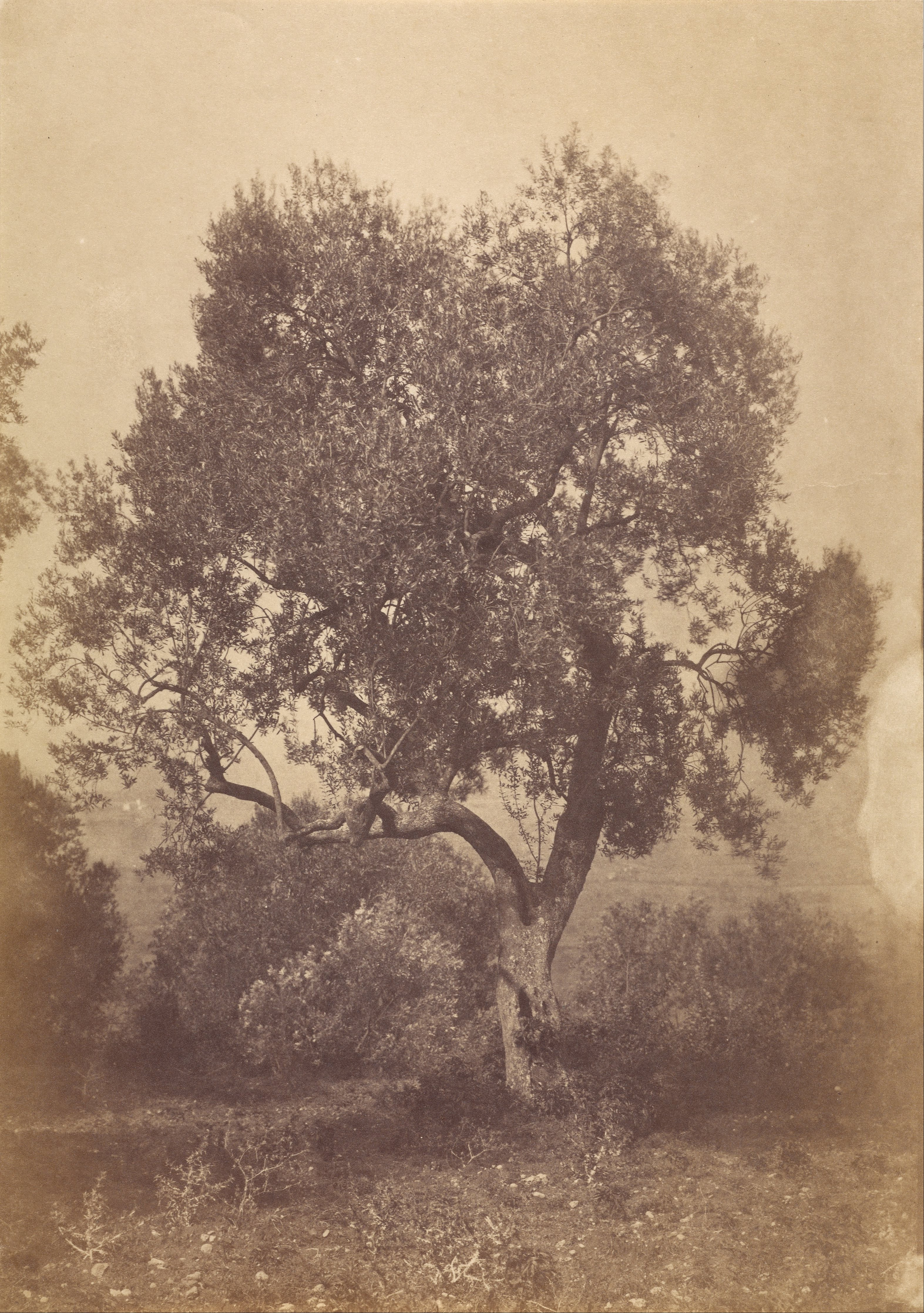
クーツ・リンジー作の版画「樫の木」(c.1850)、Getty Center蔵

第2代準男爵サー・クーツ・リンジー（英: Sir Coutts Lindsay, 2nd Baronet、1824年2月2日 - 1913年5月7日）は、イギリスの画家。水彩画などで知られている。

## 略歴
陸軍中将ジェームズ・リンジー（James Lindsay）とその妻アンの息子に生まれる。父ジェームズは、第5代バルカレス伯爵ジェームズ・リンジーを祖父に持ち、スコットランド貴族（バルカレス伯爵家）の流れを汲む。母アンは、銀行家の初代準男爵サー・クーツ・トロッター（Sir Coutts Trotter, 1st Baronet）の長女にあたる。弟に初代ウォンテイジ男爵ロバート・ロイド＝リンジー（軍人、農学者、慈善家）がいる。
青年期のクーツは、芸術に興味を持ち、特にフレスコ画を試みたという。14歳のときに従兄弟のリンジー卿アレクサンダー・リンジー（のち第25代クロフォード伯爵）とイタリアを旅行した。
1839年、母方の祖父から準男爵位を継承した。その後、陸軍に入隊しクリミア戦争では連隊を指揮したが、戦後退役して美術に専念した。
1854年、ローマで女優アデレード・サートリス夫人の引き立てで、イギリスの画家たちのサークルに参加し、フレデリック・レイトン、ジョージ・ヘミング・メイソン、エドワード・ポインターと出会った。
1862年から1875年頃にかけて、肖像画や抽象画を発表した。この頃のクーツは展覧会に出展したものの落選することもしばしばで、ロイヤル・アカデミーに不満を募らせたクーツはプライベート・ギャラリーを設立することを模索した。クーツは12万ポンドを費やして、1877年にニュー・ボンド街に「グロブナー・ギャラリー（Grosvenor Gallery）」を設立した。
このギャラリーは成功を収め、ラファエル前派や耽美主義の絵画を多く展示した。1873年以来展覧会に出展していなかったエドワード・バーン＝ジョーンズも、『ヴィーナスの鏡』や『マーリンの誘惑』を出展したため、反響を呼んだ。またジェームズ・マクニール・ホイッスラーも『黒と金色のノクターン-落下する花火』を出展した（評論家ジョン・ラスキンがこの作品を酷評したことから、後日、名誉毀損訴訟が起きた。）
私生活の面では、1864年に芸術家カロライン・フィッツロイ（Caroline Blanche Elizabeth Fitzroy、1844年－1912年、資産家ヘンリー・フィッツロイの娘、母方の祖父は富豪のネイサン・メイアー・ロスチャイルド）と結婚した。しかしクーツとカロラインは1882年には破局を迎え、カロラインの財産を資金源としていたギャラリーの経営にも陰りが見えてくる。
美術評論家のジョセフ・コミンズ・カー（J. Comyns Carr）や画家チャールズ・エドワード・ハレは当初、グロブナー・ギャラリーの経営に協力していたが、1887年に手を引き、バーン=ジョーンズら有力画家を引き抜いて「ニュー・ギャラリー（New Gallery）」を新たに旗揚げした。こうしてグロブナー・ギャラリーは衰退した。ギャラリーは1890年に閉鎖され、クーツも芸術家から引退した。
1912年、ケイト・メイドリー（Kate Harriet Madley、ウィリアム・バーフィールドの娘）と再婚した。
1913年にロンドン・キングストンで亡くなった。クーツの死により、準男爵位は廃絶した。